# Campeonato Mundial de Atletismo Sub-20 de 2021 - 400 m masculino
A prova dos 400 metros masculino do Campeonato Mundial de Atletismo Sub-20 de 2021 ocorreu entre os dias 18 a 21 de agosto de 2021 no Centro Esportivo Internacional Moi, em Nairóbi, no Quênia. 

## Recordes
Antes desta competição, os recordes mundiais e do campeonato nesta prova eram os seguintes:
|       | Nome                | Nacionalidade  | Tempo | Local    | Data                   |
| ----- | ------------------- | -------------- | ----- | -------- | ---------------------- |
| WU20R | Steve Lewis         | Estados Unidos | 43.87 | Seul     | 28 de setembro de 1988 |
| CR    | Hamdan Al-Bishi     | Arábia Saudita | 44.66 | Santiago | 20 de outubro de 2000  |
| WU20L | Johnnie Blockburger | Estados Unidos | 44.71 | Tucson   | 10 de abril de 2021    |

Os seguintes recordes mundiais ou do campeonato foram estabelecidos durante esta competição: 
| Data         | Evento | Nome           | Nacionalidade | Tempo | Notas                 |
| ------------ | ------ | -------------- | ------------- | ----- | --------------------- |
| 21 de agosto | Final  | Anthony Pesela | Botswana      | 44.58 | Recorde do campeonato |

## Medalhistas
| Ouro                 | Prata             | Bronze               |
| Anthony Pesela (BOT) | Luis Avilés (MEX) | Antonie Nortje (RSA) |

## Cronograma
Todos os horários são locais (UTC+3).  
| Data         | Hora  | Evento  |
| ------------ | ----- | ------- |
| 18 de agosto | 11:40 | Bateria |
| 21 de agosto | 17:20 | Final   |

## Resultados

### Bateria
Qualificação: Os 2 primeiros de cada bateria (Q) e os 2 tempos mais rápidos (q). 
| Posição | Bateria | Atleta                     | Nacionalidade  | Tempo | Notas           |
| ------- | ------- | -------------------------- | -------------- | ----- | --------------- |
| 1       | 1       | Luis Avilés Ferreiro       | México         | 45.63 | Q, NU20R        |
| 2       | 2       | Anthony Pesela             | Botswana       | 45.88 | Q,              |
| 3       | 2       | Antonie Matthys Nortje     | África do Sul  | 46.27 | Q,              |
| 4       | 1       | Lorenzo Benati             | Itália         | 46.28 | Q               |
| 5       | 1       | Muzala Samukonga           | Zâmbia         | 46.45 | q               |
| 6       | 1       | Michael Roth               | Canadá         | 46.51 | q,              |
| 7       | 3       | Lythe Pillay               | África do Sul  | 46.55 | Q               |
| 8       | 2       | Elkanah Kiprotich Chemelil | Quênia         | 46.79 | Recorde pessoal |
| 9       | 3       | Kennedy Kimeu              | Quênia         | 47.05 | Q,              |
| 10      | 2       | David Mulenga              | Zâmbia         | 47.16 |                 |
| 11      | 3       | Raman Valodzkin            | Bielorrússia   | 47.17 |                 |
| 12      | 3       | Bamidele Ajayi             | Nigéria        | 47.44 |                 |
| 13      | 2       | Dubem Amene                | Nigéria        | 47.50 |                 |
| 13      | 3       | Revon Williams             | Guiana         | 47.50 |                 |
| 15      | 3       | Anbar Jamaan Al-Zahrani    | Arábia Saudita | 47.51 |                 |
| 16      | 1       | Remus Andrei Niculiță      | Roménia        | 47.73 |                 |
| 16      | 3       | Tahj Hamm                  | Jamaica        | 47.73 |                 |
| 18      | 2       | Patryk Grzegorzewicz       | Polónia        | 47.80 |                 |
| 19      | 1       | Tadeáš Plaček              | Chéquia        | 47.87 |                 |
| 20      | 2       | Isuru Bans                 | Sri Lanka      | 48.02 |                 |
| 21      | 2       | Adrian Bondoc              | Roménia        | 48.29 |                 |
| 22      | 1       | Vinicius Moura             | Brasil         | 49.59 |                 |
| 23      | 3       | Mohamed Basiru Bah         | Serra Leoa     | 49.82 | Recorde pessoal |
| 24      | 1       | Jeremy Bembridge           | Jamaica        | DNF   |                 |

### Final
A prova final foi realizada no dia 21 de agosto às 17:19. 
| Posição           | Raia | Atleta           | Nacionalidade | Tempo | Notas                 |
| ----------------- | ---- | ---------------- | ------------- | ----- | --------------------- |
| Medalha de ouro   | 5    | Anthony Pesela   | Botswana      | 44.58 | Recorde do campeonato |
| Medalha de prata  | 6    | Luis Avilés      | México        | 44.95 | NU20R                 |
| Medalha de bronze | 3    | Antonie Nortje   | África do Sul | 45.32 | Recorde pessoal       |
| 4                 | 4    | Lythe Pillay     | África do Sul | 45.53 | Recorde pessoal       |
| 5                 | 1    | Muzala Samukonga | Zâmbia        | 45.89 | Recorde pessoal       |
| 6                 | 7    | Lorenzo Benati   | Itália        | 46.06 | Recorde pessoal       |
| 7                 | 2    | Michael Roth     | Canadá        | 46.10 | Recorde pessoal       |
| 8                 | 8    | Kennedy Kimeu    | Quênia        | 46.51 | Recorde da temporada  |

Legenda
| Recorde mundial       | Recorde mundial (World record)               |                       | Recorde africano                      | Recorde africano (African) |                                           | Q | Classificado por posição (Qualified) |
| Recorde do campeonato | Recorde do campeonato (Championship record)  | Recorde da América    | Recorde da América (Americas)         | q                          | Classificado por melhor tempo (Qualified) |   |                                      |
| Melhor marca do ano   | Melhor marca do ano (World leading)          | Recorde asiático      | Recorde asiático (Asian)              | DNS                        | Não largou (Did not start)                |   |                                      |
| Recorde nacional      | Recorde nacional (National record)           | Recorde europeu       | Recorde europeu (European)            | DNF                        | Não terminou (Did not finish)             |   |                                      |
| Recorde pessoal       | Recorde pessoal do atleta (Personal best)    | Recorde da Oceania    | Recorde da Oceania (Oceania)          | DSQ / DQ                   | Desclassificado (Disqualified)            |   |                                      |
| Recorde da temporada  | Recorde da temporada do atleta (Season best) | Recorde sul-americano | Recorde sul-americano (South America) | NM                         | Sem marca (No mark)                       |   |                                      |